# Esbjerg
 Ovo je glavno značenje pojma Esbjerg. Za druga značenja pogledajte Esbjerg (razdvojba).
Esbjerg je grad u Danskoj na zapadu poluotoka Jutlanda u regiji Južna Danska. Do 2007. je bio glavni grad danskog okruga Ribe. Ima 82 312 stanovnika. Grad je najveća danska luka na Sjevernom moru (na zapadu zemlje). U povijesti je bilo značajno ribarstvo. Turistički su značajni vodotoranj, gradska vijećnica i koncertna dvorana.